# Кривель, Дмитрий Дмитриевич
Дмитрий Дмитриевич Кривель (род. 1973) — белорусский биатлонист и тренер по биатлону, бронзовый призёр чемпионата Европы (1994).

## Биография
На первом в истории чемпионате Европы по биатлону, в 1994 году в Контиолахти, завоевал бронзовые медали в эстафете в составе сборной Белоруссии вместе с Игорем Хохряковым, Геннадием Карпинкиным и Евгением Редькиным.
После завершения спортивной карьеры работает тренером в ШВСМ в Минской области. В числе его воспитанников — биатлонистка сборной Белоруссии, участница Олимпиады-2010 Людмила Калинчик. После Олимпиады тренер был награждён благодарственным письмом президента Белоруссии за подготовку спортсменки, попавшей в топ-10 на турнире.